# ألتون وايت
ألتون وايت هو لاعب هوكي الجليد كندي، ولد في 31 مايو 1945 في أمهرست في كندا.

## وصلات خارجية
- ألتون وايت على موقع EliteProspects.com (الإنجليزية)
- ألتون وايت على موقع HockeyDB.com (الإنجليزية)
- ألتون وايت على موقع Hockey-Reference.com (الإنجليزية)